# Enok Bjelle
Enok Andreas Bjelle, född 24 november 1894 i Bjälbo, död 18 juni 1961, var en svensk agronom och tidningsman. Han var son till riksdagsmannen Alfred Andersson i Fallsberg.
Bjelle utexaminerades från Alnarps lantbruksinstitut 1919. Samma år blev han medarbetare i Lantmannen, där han 1928-1932 var medredaktör och från 1935 chefredaktör. Bjelle var även redaktör för Jordbrukarnas föreningsblad från 1930 och för Hushållningssällskapets tidskrift från 1934. Han var en framträdande kraft i organiserandet av olika hjälpaktioner under andra världskriget. År 1940 blev Bjelle ledamot av Lantbruksakademin och 1946 invaldes han i Kungliga Gustav Adolfs Akademien för svensk folkkultur. Han var ledamot av 1945 års försvarsberedning.